# 윤해영 (배우)
윤해영(1972년 2월 19일 ~ )은 대한민국의 배우다.

## 가족 사항
HBS 시트콤 <둘 곱하기 하나>에서 극중 이종사촌으로 호흡을 맞춘  선배 변소정의 소개를 통해 1998년 1월 31일 결혼하고 2003년에 딸을  낳았다. 
2005년 1월에 이혼하고 2011년 9월에  비밀리에 재혼을 하였다.

## 학력
- 디지털서울문화예술대학교 미용예술학과 졸업
- 경기대학교 다중매체영상학부 연기학과
- 신경여자실업고등학교
- 창덕여자중학교
- 서울광희초등학교

## 연기 활동

### 드라마
- 1993년 SBS 주말극장 《일과 사랑》
- 1993년 SBS 소설극장 《사랑과 우정》 ... 순아 역
- 1994년 SBS 드라마 스페셜 《사랑은 없다》 ... 수녀 역
- 1994년 SBS 아침연속극 《그대의 창》 ... 정명서 역
- 1995년 SBS 드라마 스페셜 《다시 만날 때까지》 ... 임승혜 역
- 1995년 MBC 미니시리즈 《연애의 기초》 ... 드라마 작가 역
- 1996년 SBS 토요드라마 《도시남녀》 ... 지재분/정시내 역
- 1996년 HBS 시트콤 <둘 곱하기 하나> ... 강순심 역
- 1996년 KBS2 일일연속극 《오늘은 남동풍》 ... 강은희 역
- 1997년 iTV 일일연속극 <가족> ... 오영숙 역
- 1998년 KBS1 신년특집극 《목마들의 언덕》
- 1998년 MBC 일일연속극 《보고 또 보고》 ... 정금주 역
- 1999년 SBS 드라마스페셜 《퀸》 ... 홍장미 역
- 1999년 KBS2 주간시트콤 《오! 해피데이》
- 2000년 MBC 아침드라마 《느낌이 좋아》 ... 이은수 역
- 2000년 KBS2 일일시트콤 《멋진 친구들》
- 2001년 KBS2 월화드라마 《인생은 아름다워》 ... 유수정 역
- 2001년 KBS1 일일연속극 《사랑은 이런거야》 ... 박훈숙 역
- 2001년 KBS2 주말연속극 《푸른 안개》
- 2003년 KBS1 일일연속극 《백만송이 장미》 ... 서유진 역
- 2005년 SBS 금요드라마 《다이아몬드의 눈물》 ... 손인하 역
- 2006년 MBC 일일연속극 《사랑은 아무도 못말려》 ... 김태희 역
- 2006년 SBS 특별기획 《사랑과 야망》 ... 재은 역
- 2007년 KBS1 일일연속극 《하늘만큼 땅만큼》 ... 박명주 역
- 2008년 MBC 일일시트콤 《코끼리》 ... 해영 역
- 2008년 KBS2 주말연속극 《내사랑 금지옥엽》 ... 박젬마 역
- 2009년 KBS2 아침드라마 《장화, 홍련》 ... 홍련 역
- 2010년 KBS2 단막극 《KBS 드라마 스페셜 - 끝내주는 커피》 ... 오종 역
- 2011년 KBS2 단막극 《KBS 드라마 스페셜 연작 시리즈 - 특별수사대 MSS》 ... 비비안 역
- 2012년 KBS2 월화드라마 《빅》 ... 이정혜 역
- 2012년 SBS 아침연속극 《너라서 좋아》 ... 강진주 역
- 2013년 KBS2 월화드라마 《총리와 나》 ... 나윤희 역
- 2014년 MBC 일일특별기획 《압구정 백야》 ... 도민구 역
- 2015년 KBS2 TV소설 《그래도 푸르른 날에》 ... 장덕희 / 정애심 역
- 2015년 MBC 월화특별기획 《화려한 유혹》... 백청미 역
- 2016년 SBS 월화드라마 《닥터스》... 윤지영 역
- 2018년 SBS 주말 특별기힉 《미스 마 - 복수의 여신》 ... 이정희 / 이미순 역
- 2019년 MBC 수목미니시리즈 《하자있는 인간들》 ... 오미자 역
- 2021년 TV조선 토일드라마 《결혼작사 이혼작곡》 ... 지수희 역 (특별출연)
- 2021년 KBS1 일일연속극 《속아도 꿈결》 ... 오민희 역
- 2021년 TV조선 토일드라마 《결혼작사 이혼작곡 2》 ... 지수희 역(특별출연)
- 2023년 TV조선 토일드라마 《아씨두리안》 ... 장세미 역
- 2023년 MBC 일일드라마 《세 번째 결혼》 ... 민해일 / 노엘 역

### 영화
- 2009년 《유감스러운 도시》 ... 조민주 역

## 방송
- 1998년 MBC 《사랑의 스튜디오》... MC
- 2010년 Story On 《토크 & 시티 4》 ... MC
- 2011년 Story On 《토크 & 시티 5》 ... MC
- 2013년 KBS W 《여자들의 고민을 풀어주는 식당》
- 2016년 MBC 《미스터리 음악쇼 복면가왕》 ... 통금 12시 호박마차

## 광고
- 태평양 두보레 비누
- 대한항공
- 뱅뱅 뱅뱅겨울파카
- 삼성전자 (삼성비디오카메라마이캠, 삼성애니콜휴대폰, 삼성신바람세탁기, 삼성왕발이청소기잠잠, 삼성냉동냉장고, 삼성가스오븐렌지듀오 등)
- SK매직 매직식기세척기
- 올포유
- 홈플러스
- 현대자동차 엑센트
- 애큐온저축은행 119 머니
- 한독 (더마톱연고, 훼스탈플러스)
- SC존슨 그레이드프리티포트
- 고용노동부
- 동서식품 맥심커피믹스
- 현진종합건설 구미오태현진APT
- 신동아건설 신동아리버파크
- 한진한화그랑빌 월계시영아파트재건축조합
- 서광모드 보스렌자
- 크라운제과 베이키
- 한국야쿠르트 에이스

## 수상
- 1998년 MBC 연기대상 인기상 《보고 또 보고》
- 2001년 KBS 연기대상 여자 우수연기상 《사랑은 이런거야》
- 2008년 MBC 방송연예대상 코미디·시트콤부문 최우수상 《코끼리》